# Wesołowo (Wielbark)
 Wesołowo (deutsch Wessolowen, 1938 bis 1945 Fröhlichshof) ist ein Dorf in der polnischen Woiwodschaft Ermland-Masuren. Es gehört zur Gmina Wielbark (Stadt- und Landgemeinde Willenberg) im Powiat Szczycieński (Kreis Ortelsburg).

## Geographische Lage
Wesołowo liegt am Ostufer des Omulef (polnisch Omulew) in der südlichen Mitte der Woiwodschaft Ermland-Masuren, 16 Kilometer südwestlich der Kreisstadt Szczytno (deutsch Ortelsburg).

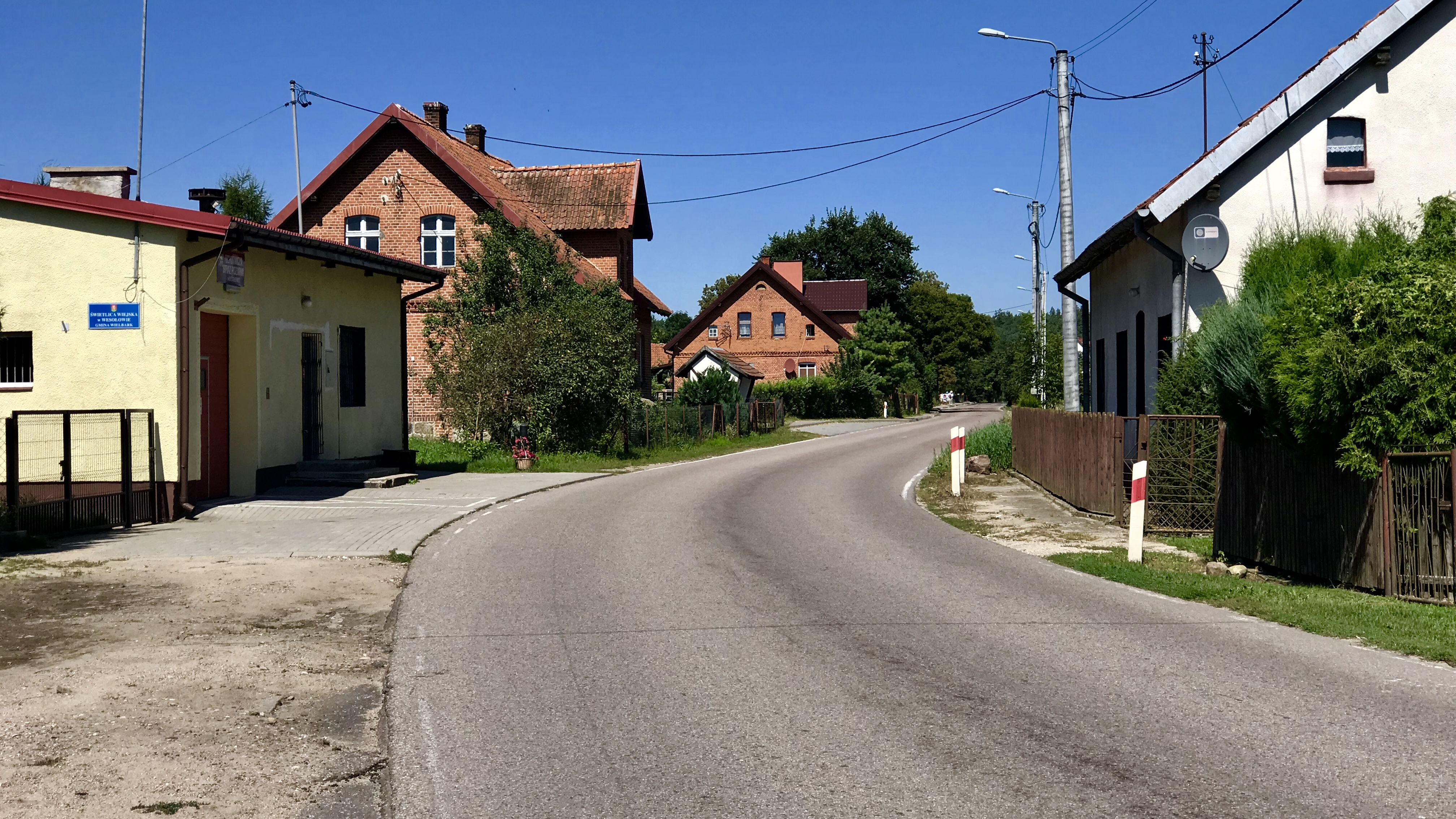
Straße im Ortszentrum von Wesłowo

## Geschichte
Auf den 14. Juli 1783 ist die Gründungsurkunde für das Schatulldorf Wessolowen datiert. Dem Namen des Dorfes ist die Ortsbezeichnung „im Josephswäldchen“ zugefügt. Die Landgemeinde Wessolowen wurde 1874 in den neu errichteten Amtsbezirk Kannwiesen (polnisch Chwalibogi, heute nicht mehr existent) im ostpreußischen Kreis Ortelsburg eingegliedert. Am 8. November 1894 schloss sie sich mit dem Nachbardorf Jankowen (1938 bis 1945 Wildenort, polnisch Jankowo) zusammen.
In Wessolowen waren im Jahre 1910 insgesamt 275 Einwohner registriert. Eine wirtschaftliche Aufwärtsentwicklung des Dorfes setzte ein, als nach 1925 der Neubau der Chaussee Willenberg–Jedwabno (heutige Woiwodschaftsstraße 508) in Angriff genommen wurde. Die Zahl der Einwohner stieg bis 1933 auf 356.
Aufgrund der Bestimmungen des Versailler Vertrags stimmte die Bevölkerung in den Volksabstimmungen in Ost- und Westpreussen am 11. Juli 1920 über die weitere staatliche Zugehörigkeit zu Ostpreußen (und damit zu Deutschland) oder den Anschluss an Polen ab. In Wessolowen stimmten 225 Einwohner für den Verbleib bei Ostpreußen, auf Polen entfielen keine Stimmen.
Am 3. Juni – amtlich bestätigt am 16. Juli – 1938 wurde Wessolowen aus politisch-ideologischen Gründen der Abwehr fremdländisch klingender Ortsnamen in „Fröhlichshof“ umbenannt. Die Einwohnerzahl belief sich im Jahre 1939 auf 345.
In Kriegsfolge wurde 1945 das gesamte südliche Ostpreußen an Polen überstellt, somit auch Fröhlichshof. Das Dorf erhielt die polnische Namensform „Wesołowo“ und ist heute als Sitz eines Schulzenamtes (polnisch Sołectwo) eine Ortschaft im Verbund der Gmina Wielbark (Stadt- und Landgemeinde Willenberg) im Powiat Szczycieński (Kreis Ortelsburg), bis 1998 der Woiwodschaft Olsztyn, seither der Woiwodschaft Ermland-Masuren zugehörig.
Im Jahre 2011 zählte Wesołowo 173 Einwohner. Das Dorfbild prägen historische Backsteingebäude aus dem 20. Jahrhundert. Hinzu kommen einige wenige Holzhäuser vom Ende des 19. Jahrhunderts. Am Dorfrand steht wie schon vor 1945 ein Forsthaus.

## Kirche

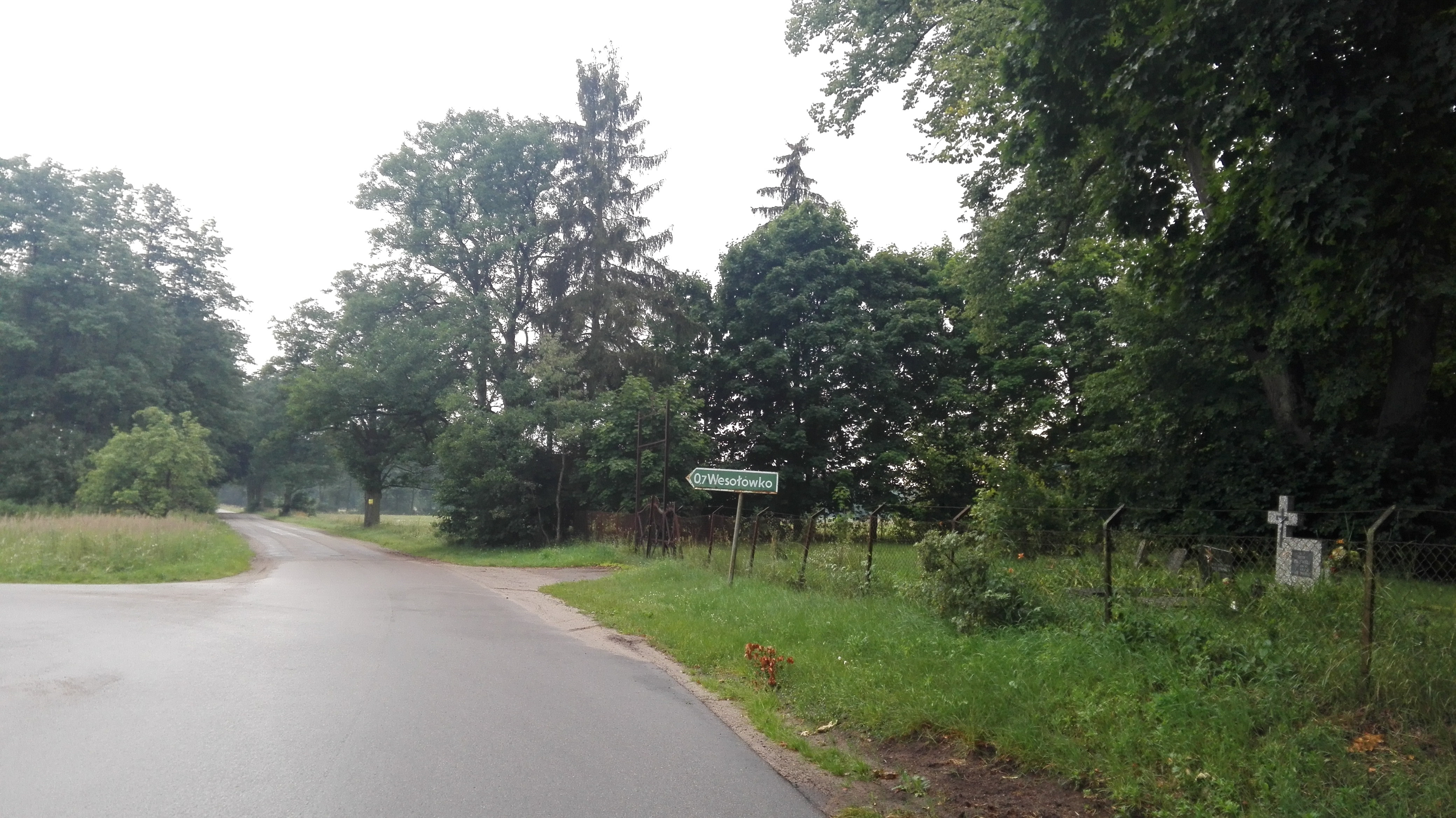
Teilstück des alten evangelischen Friedhofs an der Straße nach Wesołówko

Kirchlich war Wessolowen resp. Fröhlichshof vor 1945 nach Willenberg ausgerichtet: zur evangelischen Kirche Willenberg in der Kirchenprovinz Ostpreußen der Kirche der Altpreußischen Union sowie zur römisch-katholischen Pfarrgemeinde, damals im Bistum Ermland gelegen. An die Zeit der Kirche vor 1945 erinnert heute noch der alte evangelische Friedhof.
Heute gehört Wesołowo nur noch katholischerseits zur Stadt Wielbark, die jetzt in das Erzbistum Ermland eingegliedert ist. Die evangelischen Einwohner orientieren sich jetzt zur Pfarrei in Szczytno in der Diözese Masuren der Evangelisch-Augsburgischen Kirche in Polen.

## Infrastruktur

### Verkehr
Durch Wesołowo verläuft die Woiwodschaftsstraße 508, die die  Gmina Jedwabno (Jedwabno, 1938 bis 1945 Gedwangen) mit der Stadt Wielbark (Willenberg) sowie die polnischen Landesstraßen DK 58 und DK 57 miteinander verbindet. Auch führen Straßen von den Nachbarorten Róklas (Rocklaß, 1933 bis 1945 Eckwald) und Jankowo (Jankowen, 1938 bis 1945 Wildenort) nach Wesołowo. Eine Anbindung an den Bahnverkehr existiert nicht.

### Schule
Die in der Regierungszeit Königs Friedrich Wilhelm III. gegründete Schule erhielt 1925/27 ein neues Gebäude. Es ist bis heute erhalten, dient jetzt allerdings privaten Zwecken.

### Grüne Radtouristenroute
Wesołowo liegt an einem 35 Kilometer langen Radwanderweg, der von Kucbork (Kutzburg) über Sasek Mały (Paterschobensee) nach Róklas (Rocklaß, 193 bis 1945 Eckwald) führt und dort mit einem Waldlehrpfad abschließt.